# Kup Hrvatske u odbojci za žene 2013.
Kup Hrvatske u odbojci za žene za 2013. godinu je osvojio Poreč. 

Kup je igran u jesenskom dijelu sezone 2013./14.

## Rezultati

### 1. kolo
Prve utakmice su igrane 28. i 29. rujna, a uzvrati 2. listopada 2013. 
| klub1                     | klub2                            | 1. ut | 2. ut |
| ------------------------- | -------------------------------- | ----- | ----- |
| Don Bosco Zagreb          | Rijeka CO                        | 2:3   | 0:3   |
| Nova Gradiška             | Azena Velika Gorica              | 0:3   | 0:3   |
| Vibrobeton Vinkovci       | Poreč                            | 2:3   | 1:3   |
| Dubrovnik                 | Split 1700                       | 0:3   | 3:2   |
| Kostrena                  | Marina Kaštela (Kaštel Gomilica) | 0:3   | 1:3   |
| Kaštela DC (Kaštel Stari) | Mladost Zagreb                   | 0:3   | 1:3   |
| Osijek 06                 | Vukovar                          | 0:3   | 0:3   |
| Rovinj - Rovigno          | Pula                             | 3:0   | 3:0   |

### Četvrtzavršnica
Prve utakmice igrane 20. studenog, a uzvrati 27. studenog 2013. 
| klub1                            | klub2               | 1. ut | 2. ut |
| -------------------------------- | ------------------- | ----- | ----- |
| Vukovar                          | Rijeka CO           | 3:0   | 3:0   |
| Mladost Zagreb                   | Azena Velika Gorica | 3:0   | 3:1   |
| Marina Kaštela (Kaštel Gomilica) | Poreč               | 2:3   | 0:3   |
| Rovinj - Rovigno                 | Split 1700          | 3:1   | 3:0   |

### Završni turnir
Igrano 21. i 22. prosinca 2013. u Rovinju u dvorani SD Gimnasium.
| klub1            | rez.          | klub2            |
| poluzavršnica    | poluzavršnica | poluzavršnica    |
| ---------------- | ------------- | ---------------- |
| Vukovar          | 2:3           | Rovinj - Rovigno |
| Mladost Zagreb   | 1:3           | Poreč            |
|                  |               |                  |
| za pobjednika    |               |                  |
| Rovinj - Rovigno | 1:3           | Poreč            |